# Saraswati Bhattarai
Saraswati Bhattarai (* 8. März 1994) ist eine nepalesische Mittelstreckenläuferin.

## Sportliche Laufbahn
Erste internationale Erfahrungen sammelte Saraswati Bhattarai bei den Südasienspielen 2016 in Guwahati, bei denen sie über 800 und 1500 Meter in 2:14,35 min und 4:40,15 min jeweils auf den fünften Platz gelangte. Dank einer Wildcard durfte sie im 1500-Meter-Lauf an den Olympischen Spielen in Rio de Janeiro teilnehmen und schied dort mit neuem Landesrekord von 4:33,94 min in der Vorrunde aus. Im Jahr darauf nahm sie über beiden Distanzen an den Asienmeisterschaften in Bhubaneswar teil, erreichte aber weder mit 2:13,99 min, noch mit 4:41,43 min das Finale. 2018 nahm sie an den Asienspielen in Jakarta teil und erreichte dort über 1500 Meter in 4:34,26 min den 14. Platz, während sie im 800-Meter-Lauf mit 2:12,85 min im Vorlauf ausschied. Auch bei den Militärweltspielen 2019 in Wuhan erreichte sie über 800 Meter mit 2:15,01 min nicht das Finale und wurde über 1500 Meter in 4:41,73 min 14. Anschließend belegte sie bei den Südasienspielen in Kathmandu in 2:12,67 min den vierten Platz über 800 Meter und erreichte über 1500 Meter in 4:41,66 min Rang sechs.

## Persönliche Bestzeiten
- 800 Meter: 2:12,67 min, 7. Dezember 2019 in Kathmandu
- 1500 Meter: 4:33,94 min, 12. August 2016 in Rio de Janeiro (nepalesischer Rekord)